# Cornes (Vila Nova de Cerveira)
Cornes es una freguesia portuguesa del Concejo de Vila Nova de Cerveira, con 6,77 km² de superficie y 478 habitantes (2011). Su densidad de población es de 70,6 hab/km².